# 会展中心站 (南宁市)
会展中心站是南宁轨道交通1号线的地铁车站，位于中华人民共和国广西壮族自治区南宁市青秀区民族大道、会展路与凤翔路交叉口地下，横跨会展路。该站在2016年6月28日南宁轨道交通1号线东段通车时开放载客，设有1个岛式站台和4个出入口。其中的D出口无缝连接航洋国际城。

## 历史
1号线全线于2012年12月15日开展土建工程。1号线东段（南湖站－火车东站）在完成调试后於6月28日开始试运行，会展中心站也因此而启用，成为1号线的中途站之一。

## 设施

### 结构
会展中心站设有2层，地面为出入口，地下一层为大堂和商店，地下二层为1号线月台（往石埠／火车东站）。
| 地面     | 出入口                    | 出入口                   |
| 地下一层 | 大堂                      | 客服中心、商店、自助服務 |
| 地下二层 |                           | █ 1号线列車往石埠方向    |
| 地下二层 | 島式月台                  |                          |
| 地下二层 | █ 1号线列車往火车东站方向 |                          |

### 出入口
会展中心站形似狹長的方形，設有4個出入口，其中B出入口设有无障碍电梯。
| 出口編號            | 建議前往的目的地                                 | 照片 |
| ------------------- | ------------------------------------------------ | ---- |
| A出入口             | 凤翔路、竹溪立交、南宁市人民会堂、广西人民检察院 |      |
| B出入口             | 会展路、南宁国际会展中心                         |      |
| C出入口             | 会展路、广西新闻中心                             |      |
| D出入口             | 航洋国际城                                       |      |
| 注： 設有无障碍电梯 |                                                  |      |

## 服务及接驳公交
工作日期间，1号线在高峰期（早上7時30分至9時、晚上5時30分至7時30分）的行车间隔為5分钟，其余时段为7分钟。周末及节假日期间，1号线在高峰期（下午12时至11时）的行车间隔为6分钟，其余时段为8分钟。从会展中心站开往火车东站的首班车在每天上午6时55分开出，末班车在每天晚上11时39分开出；开往石埠站的首班车在每天上午6时30分开出，而末班车则在每天晚上11时14分开出。
乘客可在本站周围换乘6、16、39、43、47、56、72、76、79、90、206、213、603、609、701、704、706、G1等公交线路。